# Кастелето Монферато
Кастелето Монферато (итал. Castelletto Monferrato) је насеље у Италији у округу Алесандрија, региону Пијемонт.
Према процени из 2011. у насељу је живело 852 становника. Насеље се налази на надморској висини од 183 м.

## Становништво
| 1936. | 1951. | 1961. | 1971. | 1981. | 1991. | 2001. | 2011. |
| ----- | ----- | ----- | ----- | ----- | ----- | ----- | ----- |
| 1.154 | 986   | 945   | 872   | 1.911 | 1.289 | 1.428 | 1.558 |